# Tugendliche Gesellschaft
Die Tugendliche Gesellschaft war das weibliche Gegenstück zur 1617 gegründeten  Fruchtbringenden Gesellschaft. Sie wurde am 5. September 1619 durch Anna Sophia von Anhalt zusammen mit anderen Fürstinnen und Gräfinnen auf dem Schloss zu Rudolstadt gestiftet und war nur Frauen vorbehalten. Weitere Gründungsmitglieder waren Elisabeth Juliane von Schwarzburg-Rudolstadt sowie deren jüngere Schwestern Sophie VI., Anna Sybilla und Dorothea Susanna.